# 黑洞宇宙观
黑洞宇宙观（也称为史瓦西宇宙观或黑洞宇宙学模型）是一种物理宇宙学模型，认为可观测宇宙是一个黑洞的内部。此类模型最初在1972年由理论物理学家Raj Pathria提出，同时由数学家I. J. Good提出。 
任何此类模型都要求可观测宇宙的哈勃半径等于其史瓦西半径，即其质量与史瓦西比例常数的乘积。确实如众所周知，情况几乎就是这样。然而，至少有一位宇宙学家认为这种几乎一致是巧合。
在最初由Pathria和Good提出并最近由 Nikodem Popławski等人的研究，可观测宇宙是一个黑洞的内部，黑洞可能存在于更大的母宇宙或多重宇宙中。
根据广义相对论，足够致密的质量的引力坍缩形成了一个奇异的史瓦西黑洞。然而，在愛因斯坦-嘉當-Sciama-Kibble引力理论中，它形成了一个规则的爱因斯坦-罗森桥或虫洞。史瓦西虫洞和史瓦西黑洞是广义相对论和爱因斯坦-嘉当理论的不同数学解。然而对于观察者来说，质量（mass）相同的两种解决方案在外部是无法区分的。爱因斯坦-嘉当理论扩展了广义相对论，取消了仿射联络的对称性约束，并将其反对称部分，即扭率張量视为动力学变量。扭率自然地解释了物质的量子力学、固有角动量（自旋）。扭率和狄拉克旋量之间的最小耦合会产生排斥性的自旋-自旋相互作用，这在极高密度的费米子物质中很重要。这种相互作用阻止了引力奇点的形成。相反，坍缩的物质达到巨大但有限的密度并反弹，形成爱因斯坦-罗森桥的另一侧，它作为一个新宇宙成长。相应地，大爆炸是一次非奇异的大反弹，此时宇宙有一个有限的、最小的比例因子。或者，大爆炸是一个超大质量白洞，它是我们母宇宙的星系中心超大质量黑洞的结果。